# Pitkävuori-Schanze
Die Pitkävuori-Schanze (finnisch Pitkävuoren hyppyrimäki) ist eine Skisprungschanze im ehemaligen Skisprungzentrum Pitkävuori in der mittelfinnischen Stadt Jämsä. Die 1964 erbaute Schanze liegt südlich des Stadtzentrums im Teilort Kaipola und ist seit 1995 außer Betrieb. Die Schanze wurde meist für nationale Wettbewerbe genutzt und war Drehort für zwei Werbespots des Automobilherstellers Audi.

## Geschichte

### Bau und Begleitumstände
Der Komplex Pitkävuori um die 1964 erbaute Großschanze war ein großes Skisprung- und Skizentrum in Jämsä. Gleichzeitig zur Großschanze wurden vier kleinere Schanzen erbaut. Bereits 1959 hatte der Ort begonnen, sich zum Skizentrum zu entwickeln. Damals gehörten zur Infrastruktur auch zwei Abfahrtspisten und Schlepplifte. Betreiber war der Sportverein Kaipolan Vire. Die Eröffnung der Schanze fand am 3. Januar 1965 statt.
An der windanfälligen Schanze mussten die Wettbewerbe öfter ausgesetzt oder verlegt werden. Ebenfalls nachteilig war, dass Jämsä zwischen den beiden anderen konkurrierenden Skisprungzentren Lahti und Jyväskylä liegt. Daher wurde die Anlage auch nicht erneuert.

### Wettbewerbsbetrieb

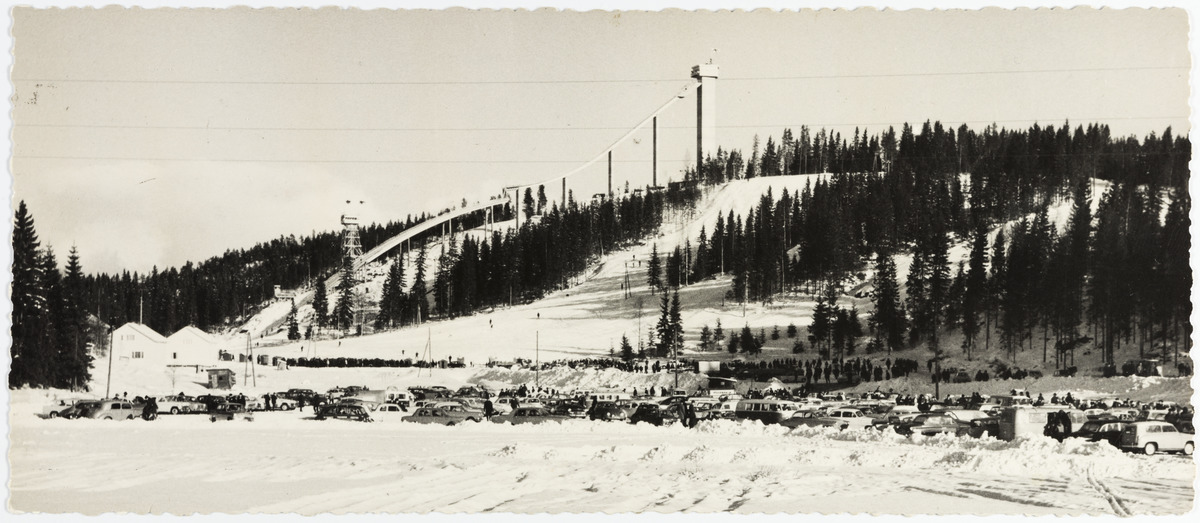
Die Großschanze mit den beiden Skipisten in den 1960er Jahren

Der norwegische Skispringer Torgeir Brandtzæg stürzte am 24. März 1965 auf der Pitkävuori-Großschanze und verletzte sich dabei so schwer, dass er seine Karriere beenden musste. Im Jahr 1986 wurde Matti Nykänen auf der Pitkävuori-Schanze Finnischer Meister im Skispringen auf der Großschanze. 1991 wurde erneut die finnische Meisterschaft auf der Großschanze in Kaipola ausgetragen, bei der Ari-Pekka Nikkola als Sieger hervorging.
Da die Springer bei vergleichsweise niedrigen Absprunggeschwindigkeiten von der Schanze einen Luftstand von rund zehn Metern hatten, wurde die Anlage 1994/95 aus Sicherheitsgründen stillgelegt. Im letzten auf der Großschanze ausgetragenen Springen egalisierte Toni Nieminen den Schanzenrekord von 111 Metern seines Bruders Sami Nieminen.

### Werbespot-Drehort und Nachnutzung
Weltweite Beachtung fand die Schanze, als 1986 der Autohersteller Audi einen sehr bekannten Werbespot drehte. Dazu fuhr der Rallyefahrer Harald Demuth mit einem Audi 100 CS mit Quattro-Antrieb mit 136 PS die Schanze hinauf und überwand 48 Höhenmeter bei einer Steigung von teilweise über 80 %. Das gewichtsreduzierte Auto war mit Spikereifen ausgestattet, aber ansonsten ein reguläres Serienfahrzeug. Eine Seilbremse sicherte das Fahrzeug am obersten Punkt gegen Zurückrutschen. Um die Aufnahmen zu realisieren, wurde in vier Drehtagen die Szene insgesamt 17 Mal wiederholt. Der fertige Werbespot wurde sowohl im Kino (66 Sekunden Dauer) als auch im Fernsehen (36 Sekunden) gezeigt.
Im Winter 2005 kam es zu einem Remake dieses Spots: Für den Dreh mit einem Audi A6 C6 4.2 quattro wurde die marode Schanze ausgebessert.
Am 8. Oktober 2009 brannte der Kampfrichterturm ab. Versuche der Gemeinde, die Schanze an einen privaten Investor zu verkaufen, der vom Sprungturm Bungeesprünge anbieten sollte, scheiterten aus ökonomischen Erwägungen.

## Beschreibung und technische Daten
Der 57 Meter hohe Schanzenturm besteht aus einem Betonschaft mit quadratischem Grundriss. Der Turmkorb ist eine auskragende, polygonale Kanzel, die im oberen Teil durchgehend Fenster aufweist. Das flache Dach bildet den Abschluss und beherbergt diverse Antennen. Der Anlauf wird von vier massiven Betonpfeilern gestützt. Die ins Tal leicht aufspreizende Aufsprungbahn befindet sich nicht, wie sonst üblich auf dem Berghang, sondern ist eine eigene Betonkonstruktion, die von sechs dünnen Pfeilerpaaren seitlich gestützt wird. Der Schanzenturm beherbergte in der Zeit des Betriebes der Anlage auch ein Aussichts-Café.
Die inmitten eines Waldgebiets exponiert stehende Pitkävuori-Großschanze hat eine Anlaufneigung von 37,5°. Westlich der Großschanze mit dem Konstruktionspunkt (K-Punkt) von 100 stehen noch vier weitere Schanzen, und zwar K 55, K 25, K 15, K 8. Sie sind jedoch ebenfalls außer Betrieb.

## Internationale Wettbewerbe
Folgende internationale Wettbewerbe wurde auf der Pitkävuori-Großschanze ausgetragen:
| Datum         | Sieger             | Zweiter       | Dritter             | Beleg  |
| ------------- | ------------------ | ------------- | ------------------- | ------ |
| 16. März 1966 | Niilo Halonen      | Bjørn Wirkola | Keijo Laiho         | [ 12 ] |
| 7. März 1968  | Raimo Ekholm       | Rudolf Doubek | Seppo Reijonen      | [ 13 ] |
| 5. März 1969  | Anatoli Scheglanow | Osmo Leivo    | Juhani Ruotsalainen | [ 14 ] |